# 圳堵
圳堵，是臺灣臺中市神岡區的一個傳統地域名稱，位於該區西部。相較於今日行政區，其範圍大致包括圳堵里、圳前里、新庄里東部邊界地帶，以及未劃分里的臺中國際機場東部一小塊三角形地區。

## 歷史
台灣清治末期至日治初期，圳堵地區為一街庄，稱為「圳堵庄」，隸屬於捒東上堡。該庄北隔大甲溪與舊社庄相望，東與下溪洲庄、北庄為鄰，東南與神崗庄為鄰，西南邊為山皮庄，西邊為大突藔庄，西北邊為新庄仔庄。
1901年（日治明治三十四年）11月，全台廢縣廳改設二十廳，該庄隸屬於臺中廳。1903年（明治三十六年）6月，該庄編入「神崗區」，仍隸屬於臺中廳。1909年（明治四十二年）10月，合併二十廳為十二廳，神崗區隸屬不變。1920年（大正九年），全台地方制度大改正，廢十二廳改設五州二廳，該庄改制為「圳堵」大字，隸屬於臺中州豐原郡神岡庄。
戰後神岡庄改制為神岡鄉，隸屬於臺中縣，大字亦改制為村。1950年10月，中、彰、投分治，神岡鄉仍隸屬臺中縣。2010年12月，臺中縣市合併為直轄臺中市，神岡鄉改制為神岡區，村亦改制為里。

## 聚落
本地區發展較早的聚落有車店、城仔內、庄前等，在日治期初期的官方地圖上已有記載。此外，本地區尚有三甲、金瓜山等聚落。

## 交通
國道4號是清水至豐原的東西向高速公路，大致以西北—東南走向經過圳堵地區北部，並在東北側近邊界處設有神岡交流道。
區道中73線（和睦路一段）是圳堵至西勢寮的道路，其東北側端點位於本地區中部偏北的圳堵國小北側區道中79線路口。由此向北轉西北出境後，可前往新庄子、楊厝寮、吳厝、西勢寮並止於省道台10乙線路口。
區道中77線（中山路）是神岡至橫山的道路，大致以東偏北－西偏南走向經過本地區西南端。由該道路向東偏北可前往神岡市區西北側並止於區道中79線路口，向西偏南轉西南可前往山皮、埔子墘、十三寮、上橫山東南部、下橫山東北端並止於市道125號路口。
區道中79線（神清路、和睦路一段、三民路）是舊莊至大雅的道路，大致以北北西—南南東走向由本地區西部邊界北側入境，先轉東再轉東南再轉東北東至圳堵聚落西側，順路轉東南東再轉東南至和睦路一段路口，轉北北東再轉東北東至圳堵國小北側的區道中73線起點路口，轉東南沿三民路轉南再轉西南，穿越高鐵高架橋下轉南南西後於本地區南部邊界出境。由該道路向北北西轉西可前往大突寮、楊厝寮地區東部的舊庄聚落南側並止於區道中73線路口，向南南西可前往神岡市區、上員林、下員林並止於省道台10線路口。

## 學校
- 圳堵國小

## 運動休閒
- 潭雅神自行車道：經過本地區南端